# Pronophaea vidua
Pronophaea vidua is een spinnensoort uit de familie van de loopspinnen (Corinnidae).
De wetenschappelijke naam van de soort werd in 1923 als Medmassa vidua gepubliceerd door Roger de Lessert.